# Neuvy-en-Sullias
Neuvy-en-Sullias är en kommun i departementet Loiret i regionen Centre-Val de Loire strax norr Frankrikes mitt. Kommunen ligger i kantonen Jargeau som tillhör arrondissementet Orléans. År 2022 hade Neuvy-en-Sullias 1 365 invånare.

## Befolkningsutveckling
Antalet invånare i kommunen Neuvy-en-Sullias
| Referens: INSEE |